# Egy szélhámos vallomásai
Az Egy szélhámos vallomásai (németül: Bekenntnisse des Hochstaplers Felix Krull) Thomas Mann regénye, amely 1909–1911, illetve 1950. december 26.–1954. április 16. között keletkezett. A regénnyel Thomas Mann az európai pikareszk regény hagyományait folytatja, de érezhető a kalandregények hatása is, illetve a mű egyben a fejlődésregények paródiája is. A regényt mitológiai párhuzamok gazdagítják.
Magyarul először a Révai Irodalmi Intézetnél jelent meg a regény, Lányi Viktor fordításában, 1947-ben.

## Keletkezése
Thomas Mann 1905 óta tervezte a regény megírását, amelyhez az ötletet a szélhámos és csaló Manolescu emlékiratai adták. A munka első szakasza 1910 és 1913 között tartott. A cím Rousseau Vallomásaira utal. Közel négy évtizedes szünet után, 1950–1954 között készült el az emlékiratok első része, és több rész nem is következett. A könyv folytatásával kapcsolatban a hetvenkilenc éves író így nyilatkozott: Hogy mi lenne, ha a regény továbbra is befejezetlenül maradna? Véleményem szerint nem lenne kár.

## Tartalma

### Felix Krull származása
Felix Krull vasárnapi gyermek, és ennek a ténynek „rejtelmes jelentőséget” tulajdonít: „élt bennem a hit, hogy a szerencse fia, az égi hatalmak kiválasztottja vagyok“ Családját a „finom, bár léha polgári család” szavakkal jellemzi. A „léha” szó Thomas Mann önéletrajzi jellegű célzása: Thomas Mann apjának halála után a lübecki lelkész „elrothadt” családnak nevezte a megmaradt Mannokat.

### A színház, mint egyezményes illúzió
A tizennégy éves Felixnek meghatározó élménye volt az első színházi látogatása. Apja egy operettelőadásra vitte el, amelynek sztárja „a színház énekes bonvivánja, a közönség ünnepelt kedvence, Müller-Rosé” volt, valami követségi attasé szerepében. Játékával eleganciát, felsőbbrendűséget sugallt, „életörömet árasztott, ha ugyan ez a szó kifejezi azt az irigységből, vágyból és szerelmi gerjedelemből összetett érzést, amit a szépnek, a boldog tökélynek a látása gyújt ki az emberi lélekben.” Az előadás után Felixet apja beviszi a színész öltözőjébe, ahol szegényes és rendetlen körülmények között látják viszont az undorító külsejű színészt. A kamaszfiút megrendíti a férfi kettős természete: „Nem olyan-e egészen, mint azok a lágytestű, undok állatkák, amelyek, ha esti órájuk eljön, mesebeli fénnyel képesek tündökölni?” Ugyanakkor azt is felismeri, hogy a közönség elfogadja, sőt megköveteli a csalást; ez a jelenet meghatározó lesz szélhámosi pályafutása szempontjából. Bizonyos értelemben Felix apja is ezt a felfogást követte, amikor „azt adom a publikumnak, amiben hisz” jelszóval forgalmazta kétes minőségű pezsgőjét.

### Fiatalkori csalások
Felix Krull tanulónak nincs ínyére az iskola. Hogy elkerülje az „ádáz intézményt”, ahol csak mérsékelt sikereket ér el, betegségeket szimulál és olyan meggyőzően és következetesen teszi, hogy még a háziorvost is meggyőzi, aki pedig először iskolabetegségre gyanakszik.
Az emlékíró tetszelegve idézi fel kis tolvajlásait, amelyeket iskolába menet követett el. Egyedül a csemegésboltban enged a kínálkozó édességek csábításának. Az olvasó lehetséges ellenvetésére, hogy ez közönséges lopás lenne, Felix Krullnak az a véleménye, hogy ez „hitvány szó”, „holott a szó ha cselekedetet akar jelenteni, leginkább egy légycsapóhoz hasonlít, amely sohasem talál legyet.” Noha a polgári törvénykezés ugyanazzal a névvel illeti, mint más hasonló cselekedeteket, Krull szerint ő „a teremtő erő kegyeltje, sőt egyenesen kiváltságos húsból-vérből való”, ezért cselekedeteit nem lehet egy kalap alá venni a mindennapi emberekével.

### Elűzetés a Rajna-vidékről
Felix Krull apjának gyenge minőségű pezsgőgyára csődbe jut és az apa öngyilkos lesz. A csődről Felix szerint nem apja, hanem egy zsidó bankár tehet, „egyike a legelvetemültebb embernyúzóknak”. Ezzel vége a villabeli gondtalan életnek. Felix anyja panziót nyit Frankfurtban, hogy a családot fenntarthassa. Maga Felix a frankfurti piroslámpás negyedben él kitartottként, „szerény mértékben” részesülve a Rózsa nevű prostituált keresetéből. Rózsa ugyanakkor kijáratja vele „cudar szerelmi iskoláját”, folytatva azt a nevelést, amelyet a család Genovefa nevű szobalánya már elkezdett.

### Sorozás
A katonai sorozáson Felix Krull bravúros előadást nyújt. Az orvos és a bizottság előtt epilepsziás rohamot ad elő, miután a hozzáillő anamnézist már szóban elmondta az orvosnak, illetve hagyta magából kiszedni. A jelenet végén a főtörzsorvos alkalmatlannak nyilvánítja.
Felix a jelenetre „igen akkurátusan, sőt szigorú tudományossággal” készült, elolvasva a hozzáférhető szakirodalmat. Ugyanígy járt el Thomas Mann is írói munkája előkészítése során: az íráshoz elengedhetetlennek tartotta a témának megfelelő szaktudást.

### Szállodai karrier
Schimmelpreester keresztapa a hotelkarriert javasoltja a pályaválasztás előtt álló Felixnek, és elintézi, hogy alkalmazzák egy párizsi szállodában. A Párizsba utazás során a vámoláskor Felix egy gazdagnak tűnő hölgy mellé kerül, és miközben mindkettőjük csomagja a vámosok asztalán fekszik, Felix elemeli a hölgy ékszerdobozát.
Az elegáns párizsi szállodában Felix liftesként kezd. Egy nap a liftben összetalálkozik azzal a hölggyel, akit meglopott, de a hölgy nem ismeri fel. Az elbűvölő Felixnek sikerül egy éjszakai randevúba bonyolódnia. A hölgy Diane Philbert néven írónő, férje pedig gazdag klozettcsésze-gyáros. Amikor Felix bevallja, hogy meglopta, a hölgy teljesen el van bűvölve, és a fiúban Hermészt, a „tolvajok szemfüles istenét” véli felfedezni. Az érett asszony és Felix szerelmi jelenetének leírása a hetvenhat éves Thomas Mann erotikus írásművészetének mesterdarabja.
Felix Krull pincérré, és hamarosan főpincérré lép elő. Szabadidejében a lopással szerzett bevételéből gavallér életmódot folytat, de a szállodai karrierjét nem akarja elhagyni.

### Cirkuszi látogatás
A francia fővárosban vendégszereplő Stoudebecker cirkusz előadásának megtekintése során Felix rájön, hogy ő maga is művész és nem csak egy szokványos néző. A mutatványokat, különösen az akrobata Andromache trapézszámát „brancsbeliként” szemléli, természetesen nem a cirkusz-szakmát érezve magáénak, hanem „általánosabb értelemben, az emberekre való hatásnak, az emberek boldogításának és elbűvölésének szakmáját.”

### Eleanor Twentyman és Lord Kilmarnock
A szálloda vendégeinek köszönhetően, Felixnek két alkalma is akad, hogy feladja a szállodai karrierjét, de egyiket sem ragadja meg.
A vendégek egyike Mr. Twentyman, az újgazdag birminghami üzletember, „portói borra emlékeztető ábrázatával”, aki feleségével és lányával több hétig időzik az egyik lakosztályban. Elenaor, a lány, aki „csinos, mint egy kecskegida” és „a világ legmeghatóbb kulcscsontjait“ mondhatja magáénak, a fiú azonban nem viszonozza érzelmeit és mindent megtesz, hogy lebeszélje az érzelmes, szeleburdi kislányt.
Ezzel egyidőben zajlott a skót főnemes Lord Kilmarnockkal való eset, „akinek érzései nyomnak valamit az emberiség mérlegén” A lord „feltűnően előkelő, középtermetű, karcsú férfi volt. Rendkívül pedánsan öltözött, még eléggé dús, acélszürke haját gondosan elválasztotta, nyírott, szintén deresedő bajusza szabadon hagyta szinte bájosan finomrajzú száját” Ezzel a leírással Thomas Mann saját önarcképét rajzolta meg A lordhoz hasonlóan az írónak is volt érzéke meglátni a fiatal fiúk szépségét. Az egyéniségéből is kölcsönzött Lord Kilmarnocknak: „Mindig valamilyen elfogódottsággal lépett a terembe. Ilyen nagy úrnál ez furcsának tetszhetett, de, legalábbis az én [Felix Krull] szememben, nem csökkentette a tekintélyét.“ Lord Kilmarnock magával akarja vinni Felixet skóciai kastélyába komornyiki minőségben, ahol fizetése sokszorosa lenne a szállodában kapottnak, és teendői kizárólag a lord személyének ellátására korlátozódnának. Indoklásként halkan csak ennyit mond: „Egy magányos szív kívánsága.“.
Felix Krull sem Eleanor Twentyman, sem Lord Kilmarnock ajánlatát nem fogadja el; mindkettőjüket jól megválasztott szavakkal vigasztalja. A lord búcsúzóul Felixnek ajándékozza smaragdgyűrűjét, amelyet a már idős emlékiratíró még mindig magánál hord.

### A szerepcsere
Felix Krull eljátssza a vele nagyjából egykorú Venosta márki szerepét, hogy alibit biztosítson neki: míg a márki Párizsban éli világát szeretőjével, Felix az ő neve alatt világ körüli útra indul.
A Lisszabon felé tartó vonaton az étkezőkocsiban Felix a közlékeny Kuckuck professzorral ül szemben, akire jó benyomást tesz az előnyös külsejű fiatal márki. A beszélgetésük során egy kis magánelőadást tart neki kedvenc témájáról, az evolúcióról, illetve a beszélgetés végén bizalmasan elárulja a kozmogóniával kapcsolatos nézeteit.
Kuckuck szerint nem egy, hanem három ősnemzés volt: „a lét kipattanása a semmiből, az élet ébredése a létből és az ember megszületése.” A homo sapienst egy dolog emeli ki a természetből: a kezdet és a végről való tudomás. Ez a megfogalmazás Schopenhauernek a szellemi dimenzióról való elképzeléseit tükrözi. Thomas Mann itt Kuckuck professzorral mondatja ki, amit Schopenhauertől kölcsönzött, de egy évvel korábban saját neve alatt is írt a témáról (Lob der Vergänglichkeit – A mulandóság dicsérete).

### Szerelmi kaland Lisszabonban
Világ körüli útjának első állomásán, Lisszabonban, a Venosta márkiként fellépő Felix Krull kapcsolatba kerül Kuckuck professzor családjával. A német származású tanár Lisszabonban nősült, és egy igen csinos és kotnyeles lány apja. Felix úgy véli, hogy a lány el van jegyezve apja munkatársával, de ez téves megfigyelésnek bizonyul. Kuckuck felesége, Senhora Maria Pia, fejedelmi megjelenésű asszony. Felix Krullra anya és lánya egyaránt nagy hatással van.
Felix kitartóan udvarol a lánynak, és egy bikaviadal után végre sikerül négyszemközt maradnia vele. Felix már célhoz érne, amikor megjelenik az anya, lányát elküldi, a fiatalembert pedig szigorú szavakkal magával viszi egy meghittebb szobába. Senhora Maria Pia becsukja az ajtót, és haragos prédikációba kezd, ami azonban rövid időn belül felkínálkozássá alakul át, amit Felix ujjongással fogad. Így végződik az emlékiratok első része.

## Tervezett folytatása
Thomas Mann egy jegyzetlapon így foglalta össze az emlékiratok tervezett folytatását: „Felix Krull 20 évesen lesz pincér, 21 évesen megismeri a fiatal arisztokratát és elutazik a nevében, 22 évesen visszatér, 27 éves koráig szállodai tolvajként él. 27 és 32 éves kora között fegyházban van, 34 évesen megnősül. 39 évesen ismét vizsgálati fogságba kerül, melynek során a rendőrök elkísérik a felesége halálos ágyához. Szökés a vizsgálati fogságból és menekülés Angliába.“ Ugyanazon a jegyzetlapon található a regény felosztása is: „Első rész: Ifjúság. / Második rész: Pincér és utazás. / Harmadik rész: Szállodai tolvaj / Negyedik rész: Fegyház / Ötödik rész: Házasság / Hatodik rész: A kicsi halála. Szökés. Vége“

## Szereplők
Engelbert Krull, az apa egy rajnai pezsgőgyár tulajdonosa. A Krull házaspár gyakran rendez vendégségeket, amelyek során az ivászat rendre orgiává fajul. Felix emlékezése szerint az apa által gyártott pezsgőbor „minősége nem volt teljes összhangban a szemfényvesztő kiállítással”, ugyanezt Schimmelpreester sokkal kevésbé finoman fogalmazta meg: „ne vegye személyes sértésnek, de sampányerét rendőrileg kéne betiltani.“ A kisstílű életművész, akiből hiányzik a kötelességtudat és teljesítményorientáltság, végül csődbe jut és öngyilkos lesz. Felix anyja „jelentéktelen, nem valami kiváló szellemi képességű asszony”, aki lányához sokkal közelebb érzi magát, mint férjéhez: „szüleim kegyetlenül unták egymást” – írja Felix. Nővére, Olympia, „kövér és rendkívül érzéki teremtés”, aki apja halála után az operettszínpadon arat sikereket.
Felix keresztapja, Schimmelpreester, a „bogaras festő” a család közeli barátja és fontos személy a felnövekvő Felix számára. Schimmelpreestert professzornak szólítják, noha erre a címre nem jogosult. Felix gyakran modellt áll a festőnek, meztelenül vagy fantáziadús kosztümökbe öltözve. Az apa csődje és öngyilkossága után a keresztapa veszi kezébe a család ügyeit. Az anyának azt tanácsolja, hogy nyisson egy kis panziót Frankfurtban, Felixnek pedig a hotelszakmát javasolja és ajánlólevelet ad neki egy párizsi szállodaigazgatóhoz.
Louis de Venosta márki egy luxemburgi nemesi család sarja, dilettáns festőként él Párizsban. Jó anyagi helyzetű, gyakran fordul meg a St.James & Albany szállodában, ahol többször is Felix Krull szolgálja ki. Felix kedvező benyomást tesz rá, és amikor a márki teljesen más környezetben találkozik a pincérrel, egyenesen el van bűvölve Felix kettős életétől, illetve attól, hogy tolvajlásból finanszírozza kedvteléseit. Amikor a szülei azzal fenyegetik a márkit, hogy kitagadják az örökségből, ha nem szakít párizsi barátnőjével, és világ körüli útra küldik, Felix felismeri a lehetőséget és ő utazik el a márki neve alatt.
Madame Houpflé, egy klozettcsésze-gyáros felesége, Diane Philibert néven sikeres írónő, aki rövid, de szenvedélyes viszonyt folytat Felix Krullal, a liftesfiúval. A karcsú és jól nevelt boy személyében az asszony Hermészt, a tolvajok istenét látja. A kapcsolatukban a lealacsonyítást keresi, arra kéri a fiút, hogy tegezze, majd arra, hogy lopja meg.
Kuckuck professzor, Felix kettős szerelmének a férje, illetve apja, a Lisszabon felé tartó vonaton ismerkedik meg a márkinak vélt fiatalemberrel. A vonaton játszódó fejezetben, amely a regény egyik csúcspontja, elmondja a három ősnemzésre vonatkozó elméletét. Ezt követően a kispolgár értelmiségi inkább háttérben marad.
Sztankó, a borostás horvát, a hotel konyháján dolgozik és jól kiismeri magát a párizsi alvilágban. Ő ad tippet Felixnek, hol adhat túl a lopott ékszereken, később alkalmanként együtt töltik szabadidejüket. Amikor azonban Sztankó közös betörést javasol, Felix véget vet a kapcsolatnak. Sztankó, aki maga is bűnöző, egyike azon keveseknek, akik rögtön felismerik Felixben a bűnözőt.

## Felix Krull világnézete
A kópéregény egy ironikus felhívást tartalmaz a tisztességre és önfegyelemre, amelyet mindenkinek bírnia kellene ahhoz, hogy nietzschei értelemben legyőzhesse önmagát. Krull világképében az egzisztencializmussal való kapcsolatot is fel lehet fedezni. A sors kegyeltje – mert Felix, a vasárnapi gyermek annak is tekinti magát – saját kezébe veszi életét, ez az ő szabadsága és sorsa, és senkitől nem vár igazolást. Felfogásán Schopenhauer, Nietzsche és Sartre hagytak nyomot.
Felix életfelfogása:
- A szép látszat: „Természettől fogva kegyeltnek és előkelőnek érzi magát, de társadalmi rangja ennek nem felel meg, ezért ezt az igazságtalan véletlent a kelleme által könnyen megvalósítható csalás, az illúzió által korrigálja”[h 5] Ezzel Thomas Mann a szélhámost a művész közelébe emeli.
- Önszeretete és az a rendíthetetlen bizonyossága, hogy „finom fából faragták“, hatással vannak környezetére és szeretetreméltónak tüntetik fel.
- Az ékesszólás és a karizma hatásosabb az erőszaknál.
- Az udvariasság távolságtartást eredményez.
- „Szeresd a világot és az is szeretni fog téged.” Thomas Mann ezt a világ utáni vágyat pánerotika névvel illeti.[h 6]

Egyetértést vagy éppen titkos csodálatot Felix csak azokból az olvasókból vált ki, akik ugyanolyan könnyen befolyásolhatók, mint áldozatai. Hogy a becsapottak hosszú távon tudnak-e haragudni rá, az nyitott kérdés marad. Thomas Mann így írt 1954. október 17-én Fritz Martininek „Ez a modern Hermész alapjában véve nem frivol, hanem – számomra úgy tűnik – egy bizonyos komikus-megbékítő világnézete van.“

## Büntetőjogi szempontok
A magyarországi büntető törvénykönyv alapján Felix Krull az alábbiakban vétkes:
- lopás (Btk. 316§): Madame Houpflé ékszereinek ellopása
- csalás (Btk 318§): személyazonosság cseréje Venosta márkival, hitellevelek beváltása a márki nevében
- magánokirat-hamisítás (Btk 276§): iskolai igazolások hamisítása, aláírás a márki nevében
- kibúvás a katonai szolgálat alól (Btk. 335§) betegséget szimulál, hogy katonai szolgálatra alkalmatlannak minősítsék
- kitartottság (Btk 206§): Frankfurtban egy prostituált bevételeiből élt

Ugyan Felix Krull mindezeket a tetteket „beismeri“, de nem fogadja el a tényállást világosan megjelölő megnevezéseket. A jogi szempontokhoz való ragaszkodást „erkölcsi rigorózusság“-nak nevezi. Saját maga számára, aki vasárnapi gyermek és a szerencse kegyeltje, nem fogadja el a mindenkire érvényes szabályokat.
A regény egyes utalásai és Thomas Mann feljegyzései szerint a szándékolt befejezés szerint a szerencsegyermek pályája a fegyházban  végződik.
"...keveset alszom, nem oly mélyen és kitartóan, mint régente a börtönben is, ahol bőségesen volt időm, ha lehet, még jobban aludtam, mint a palota-szállók puha nyoszolyáin." (Révai, 1947 15. o.)
Fenti idézet utal rá, hogy fiatalabb éveiben (mielőtt emlékiratai lejegyzéséhez nekifogott) Krull megjárta a börtönt.
Másrészt kérdés, vajon Thomas Mann honnan ismerte a korabeli börtönviszonyokat? Volt-e közvetlen tapasztalata vagy másodkézből, netán képzelete alapján jegyzi. Az alvásra és „bőséges időre” való hivatkozás ellentmond a mai, hazai tapasztalatoknak. Ugyanis a benti rezsim igen szigorúan bánik a fogvatartott idejével: hajnali ébresztő, minden tevékenység szigorúan szabályozott és végül; tilos napközben az ágyon feküdni.

## Önéletrajzi vonatkozások
Az író szándéka szerint a szélhámosregény Goethe önéletírásának („Dichtung und Wahrheit“) a paródiája. Ugyanakkor Thomas Mann ironikus módon a saját pszichológiai arcképét rajzolja meg. Egyik Thomas Mann-regényben sincs több önéletrajzi elem és önvallomás, mint ebben.
Thomas Mann derűs figuraként alkotta meg Felix Krullt, a Doktor Faustus hőse, az elutasító Adrian Leverkühn, illetve a melankolikus Tonio Kröger teljes ellentéteként. Mindkét mű, a Doktor Faustus és az Egy szélhámos vallomásai önéletrajzi regény és művészregény egyben, de ezek Thomas Mann egyéniségének két különböző oldalát mutatják.
A két erőteljes nőalak, Diane Philbert és Senhora Maria Pia, szintén rejt valamennyit Thomas Mann személyéből: mindkettőjükre különös vonzerőt gyakorol a fiatal fiúk szépsége. Az író lánya, Erika Felix és Diane Philbert szerelmi jelenetét „őspederasztikusnak” nevezte.
Lord Kilmarnock is tekinthető az író alteregójának: Thomas Mann idősebb korában szintén szerelmes lett egy fiatal pincérbe.
Érdemes idézni Felix Krull felkészülését a sorozóbizottság megtévesztésére: „igen akkurátusan, sőt szigorú tudományossággal láttam dologhoz, és vigyáztam, hogy le ne becsüljem a felbukkanó nehézségeket, mert sose volt kenyerem a szeleburdiság, ha egyszer komoly munkára szántam el magam; inkább mindig azt vallottam, hogy éppen a legszélsőségesebb, a közönséges átlagember számára leghihetetlenebb merészséggel a leghidegebb megfontoltságnak és a legtapintatosabb óvatosságnak kell párosulnia, nehogy végül kudarcba, szégyenbe és nevetségbe fulladjon az egész”. Ugyanezzel a gondossággal készült Thomas Mann is művészi munkájára.
Más helyen Felix Krull így vall narcisztikus vonásairól: „folyton élt bennem a hit, hogy a szerencse fia, az égi hatalmak kiválasztottja vagyok, és elmondhatom, hogy nem maradtam vele hazugságban”. Ugyanígy tekintett magára Thomas Mann is. Amerikai száműzetéséből így írt a háború után egyik németországi barátjának: „A sors kegyelmesen vezetett, a sors, amely ugyan kemény volt, de alapvetően barátságos szándékai voltak velem.“
"Mi előnyösebb, – vetettem föl a kérdést – ha kicsinek, vagy ha nagynak nézzük a világot?" És végső konklúzióját így foglalja össze:
"...aki minden dolgot és minden embert teljes értékűnek és fontosságúnak tekint, ezzel nemcsak hogy hízelegni fog azoknak és ílymódon önmagának számos előnyt biztosítani..., amely azáltal, hogy őt rokonszenvessé teszi, a legnagyobb sikerekhez és eredményekhez nyithat előtte utat...a világot olybá vettem, mint egy nagyszerű és végtelenül csábító jelenséget, amely tömérdek szépet és jót kínál, s amelyért teljes erővel küzdeni nagyon is méltó és érdemes feladat." (20-21. o. Franklin 1947-es kiadás)
Fenti mondatai előre vetítik a két évtizeddel később kezdett József tetralógia hősének jellemrajzát. Amit Lukács György önkiélésnek nevez tanulmányában, ma önmegvalósításnak mondjuk; az író álmai- és meséiből készült (a Varázsló – így nevezték gyermekei) saját személyiségének gondos munkával megfaragott szobra, mely hol ironikus (mint Krull vagy Aschenbach) hol patetikus (mint József, a kenyéradó). Marad az irodalomtörténeti kérdés: valójában mennyire volt zsarnok, aki átléphetetlen terhet jelentett gyermekei számára? és mennyire közömbös családja iránt?

## Stílusa és nyelvezete
Felix Krull erőszak nélkül tör magának utat a társadalmi rétegek között. Fegyvere a nyelve és behízelgő beszéde, amelyek minden ajtót megnyitnak számára. Bonyolult mondatszerkesztésével és választékos szókincsével egy olyan műveltségi szintet sugall, amellyel nem rendelkezik; futólag felszedett félismereteivel tesz jó benyomást. Az a mód, amellyel a féltudását előadja, azonban különleges, egyfajta művészi teljesítmény.
Az egyes számban elbeszélő hajlik a patetikus megfogalmazásokra, számtalan eufemizmusával szeretné megkímélni az olvasót „az élet jelentéktelen lapályaitól“ és folyamatosan próbálja behízelegni magát (captatio benevolentiae). Hogy megőrizze elbeszélésének hitelességét (Felix rögtön a vallomásainak az elején leszögezi, hogy „eltökéltem, hogy följegyzéseim során a legteljesebb őszinteséggel nyilatkozom meg, és sem a hiúság, sem a szemérmetlenség vádjától való félelem nem riaszt vissza”), a megnyilvánulásainak egy asszociatív jegyet kölcsönöz, amely leginkább a számos alkalommal használt zárójelekben nyilvánul meg. Gyakran elkanyarodik a történés középpontjától és kikerüli az igazságot, óriási (néha redundáns) köröket ír le a tényleges helyzet körül, és ez a kacskaringózás a regény jellegzetessége. Az elbeszélő saját bevallása szerint ezzel az eszközzel belátása szerint, teljes művészi szabadsággal alakítja önéletírását: „ezzel az anyaggal úgy bánok, ahogy nekem jólesik. Olyan tapasztalatoknál és eseményeknél, amelyből magamra és a világra nézve fontos tanulságot és fölvilágosítást merítettem, soká elidőzök…míg más, számomra kevésbé értékes részletek fölött könnyedén elsiklom.”

## Megfilmesítések
Klasszikusnak számít a Kurt Hoffmann rendezésében készült Egy szélhámos vallomásai (1957), melyben a főszerepet Horst Buchholz játszotta. A forgatókönyvet és a könyvtől eltérő befejezést Robert Thoeren írta.
A könyvből 1981–82-ben ötrészes televíziósorozat is készült, Bernhard Sinkel forgatókönyvével és rendezésében. Ennek van egy 125 perces változata is, amely azonban nem tükrözi Thomas Mann művének összetettségét. Felix Krullt John Moulder-Brown, az apját Klaus Schwarzkopf személyesítette meg.

## Magyarul
- Egy szélhámos vallomásai. Regény; ford. Lányi Viktor; Révai, Bp., 1947 (Révai könyvtár)

## Fordítás
- Ez a szócikk részben vagy egészben  a   Bekenntnisse des Hochstaplers Felix Krull című német Wikipédia-szócikk ezen változatának fordításán alapul.  Az eredeti cikk szerkesztőit annak laptörténete sorolja fel. Ez a jelzés csupán a megfogalmazás eredetét és a szerzői jogokat jelzi, nem szolgál a cikkben szereplő információk forrásmegjelöléseként.

## Idézetek
- A regényből származó idézetek Lányi Viktor fordításában szerepelnek, az Új Magyar Könyvkiadó, Budapest, 1956-os kiadásából:

1. ↑  14. oldal
2. ↑  38. oldal
3. ↑  43. oldal
4. ↑  45. oldal
5. ↑  63. oldal
6. ↑  74. oldal
7. ↑  156. oldal
8. ↑  158. oldal
9. ↑  67.-68 oldal
10. ↑  115.-116. oldal
11. ↑  233. oldal
12. ↑  259. oldal
13. ↑  273. oldal
14. ↑  278. oldal
15. ↑  278-279. oldal
16. ↑  279. oldal
17. ↑  285. oldal
18. ↑  356. oldal
19. ↑  11. oldal
20. ↑  20.-21. oldal
21. ↑  115-116. oldal
22. ↑  14. oldal
23. ↑  9. oldal
24. ↑  42. oldal